# مراد قره قوج
مراد قره قوج (بالتركية: Murat Karakoç)‏ هو لاعب كرة قدم تركي في مركز نصف الجناح، ولد في 7 سبتمبر 1979 في إزمير في تركيا. لعب مع آلتاي إزمير وبوجاسبور ودينيزلي سبور وكارسياكا ومانيساسبور.

## وصلات خارجية
- مراد قره قوج على موقع اتحاد تركيا (لاعب) (الإنجليزية)
- مراد قره قوج على موقع قاعدة بيانات كرة القدم.إي يو (الإنجليزية)